# Malcolm Rudolph
Malcolm Rudolph (Maryborough, 4 januari 1989) is een Australisch wielrenner die tussen 2012 en 2015 vier seizoenen reed voor Drapac Professional Cycling.

## Overwinningen
2007
 Australisch kampioen scratch, Junioren
2009
1e etappe Ronde van Singkarak

## Ploegen
- 2008 –  Ord Minnett-Triple Play (tot 31-8)
- 2008 –  Team Budget Forklifts (vanaf 1-9)
- 2009 –  Team Budget Forklifts
- 2010 –  Team Jayco-Skins
- 2011 –  Team Jayco-AIS
- 2012 –  Drapac Cycling
- 2013 –  Drapac Cycling
- 2014 –  Drapac Professional Cycling
- 2015 –  Drapac Professional Cycling

Anderson · Bourke · England · Hughes · Jennings · Ladd · Manion · Milostic · Roselund · Rudolph · Turner · Windsor
Anderson · Bourke · England · Hughes · Irwyn · Jennings · Ladd · Lang · Manion · Roselund · Rudolph · Stevenson · Turner · Windsor
Aitken · Carver · Dennis · Donnelly · Durbridge · Hepburn · Lane · Lang · Matthews · O'Shea · Rudolph
Aitken · Carver · Donnelly · Durbridge · Dyball · Ellis · Hepburn · Howson · Kerby · Lane · Lang · Lovelock-Fay · McCarthy · McCulloch · Niblett · Perkins · Rudolph · Sunderland
Goesinnen · Hucker · Lapthorne · Norris · Palmer · A.Phelan · Pollock · Rudolph · Rusli · Semple · Shaw · Thompson · W.Walker
Davison · Goesinnen · Hucker · Lapthorne · McCauley · Palmer · A.Phelan · Rudolph · Rusli · B.Sulzberger · J.Walker · W.Walker
Anderson · Cantwell · Clarke · Crawford · Goesinnen · Hucker · Johnson · Kerby · Lapthorne · Meyer · Norris · Palmer · Phelan · Rudolph · W.Sulzberger · B.Sulzberger · Wippert · Canty (stagiair)
Brown · Clarke · Girdlestone · Hucker · Jones · Kerby · Kohler · Koning · Lapthorne · Meyer · Norris · Peterson · Phelan · Roe · Rudolph · Spokes · Sulzberger · Wippert · Canty (stagiair) · Evans (stagiair)